# Sannar (sułtanat)
Sannar – sułtanat, a następnie królestwo afrykańskie istniejące w północnej części kontynentu na terenie obecnego Sudanu ze stolicą w mieście Sannar w latach 1503–1821.

## Sułtanowie Sannaru
- Amara Dunqas 1503-1533/4
- Nayil 1533/4-1550/1
- Abd al-Qadir I 1550/1-1557/8
- Abu Sakikin 1557/8-1568
- Dakin 1568-1585/6
- Dawra 1585/6 -1587/8
- Tayyib 1587/8-1591
- Unsa I 1591-1603/4
- Abd al-Qadir II 1603/4-1606
- Adlan I 1606-1611/2
- Badi I 1611/2-1616/7
- Rabat I 1616/7-1644/5
- Badi II 1644/5-1681
- Unsa II 1681-1692
- Badi III 1692-1716
- Unsa III 1719-1720
- Nul 1720-1724
- Badi IV 1724-1762
- Nasir 1762-1769
- Isma'il 1768-1769
- Adlan II 1776-1789
- Awkal 1787-1788
- Tayyib II 1788-1790
- Badi V 1790
- Nawwar 1790-1791
- Badi VI 1791-1798
- Ranfi 1798-1804
- Agban 1804-1805
- Badi VII 1805-1821